# 克里米亚战争
克里米亚战争（羅馬化：Krymskaya voyna），在俄羅斯又稱為東方戰爭（俄语：Восточная война）。战争於1853年至1856年间在欧洲爆发，戰爭雙方是俄罗斯帝国與鄂圖曼帝國、法國、英國和薩丁尼亞王國組成的聯盟。
戰爭爆發的地緣政治原因包括鄂圖曼帝國的衰落（近東問題）、俄羅斯帝國在之前的俄土戰爭中的擴張以及英法傾向於保存奧斯曼帝國以維持歐洲協調中的權力平衡。爆發點是關於奧斯曼帝國的巴勒斯坦地區處於弱勢的基督徒權利的分歧，法國支持羅馬天主教徒的權利，俄羅斯則支持東正教徒的權利。教會與奧斯曼帝國達成協議，但法皇拿破崙三世和俄皇尼古拉一世都拒絕讓步。俄皇發出最後通牒，要求鄂圖曼帝國的東正教徒受他的保護。英國調解並達成協議，俄皇同意了。當奧斯曼帝國要求修改協議時，俄皇放棄了協議並準備戰爭。
是俄國與英、法為爭奪小亞細亞地區權利而開戰，戰場在黑海沿岸的克里米亞半島。作战的一方是俄罗斯帝国，另一方是鄂圖曼帝國、法蘭西第二帝國、大英帝国，后来薩丁尼亞王國（義大利王國前身）也加入这一方。因为其最长和最重要的战役在克里米亚半岛上爆发，被称为「克里米亚战争」。克里米亞戰爭也改變了戰爭的型態，大量使用了槍砲等工業製造的武器，後方軍醫院與鐵路等作戰概念出現，電報促進了戰地新聞情報，同時政治上是俄羅斯人對抗歐洲的重要精神象徵，最終，居於劣勢的俄方求和，簽訂巴黎和約，俄國雖保住了在克里米亞的主權，但失去巴爾幹半島的控制權。

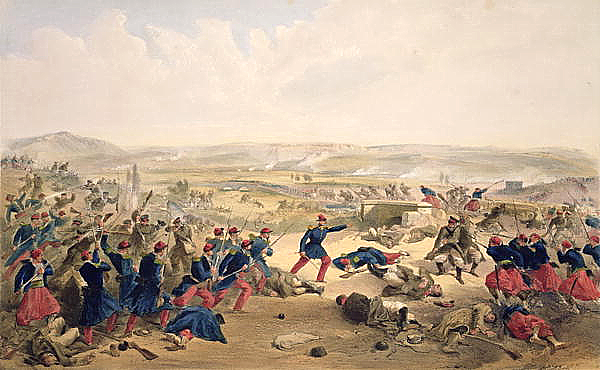
法軍在喬爾納亞河戰役

## 战争的起因
这场战争的表面起因是宗教问題。俄罗斯向鄂圖曼帝國提出为保护鄂圖曼帝國境内的东正教徒，要求在鄂圖曼境内的“圣地”巴勒斯坦建立俄罗斯的保护地，这个要求被君士坦丁堡的苏丹拒絕，新教徒也反对俄罗斯在巴勒斯坦建立据点的企图。俄罗斯在苏丹拒绝后决定以此作为采取军事行动的理由。1853年俄罗斯与鄂圖曼帝國断交并开始占领多瑙河流域的土耳其附属国。
战争的真正原因是鄂圖曼帝國内部逐渐地瓦解，俄罗斯认为这是其向欧洲擴張的好机会，尤其是获得一个通向地中海和占领巴尔干半岛的好机会。鄂圖曼帝國在巴尔干半岛上的统治此时显然摇摇欲坠，而俄罗斯则想争取获得对达达尼尔海峡和博斯普鲁斯海峡的控制。英国和法国反对俄罗斯的扩张，它们不希望俄罗斯获得这些战略要地以维持它们自己在东南欧的势力和利益。

## 战争过程

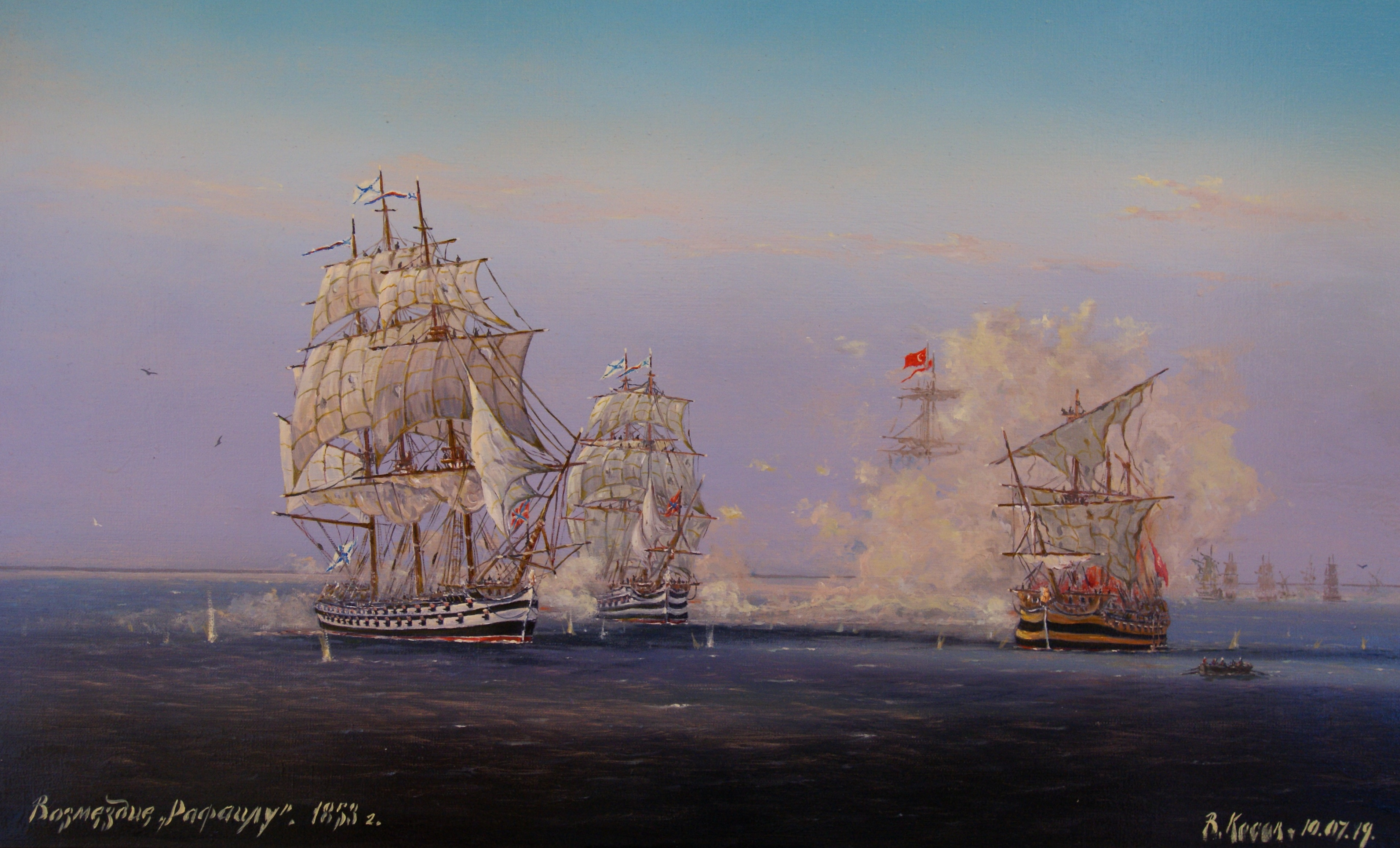
對拉斐爾的報應。 Sinop.1853 弗拉基米爾·科索夫。

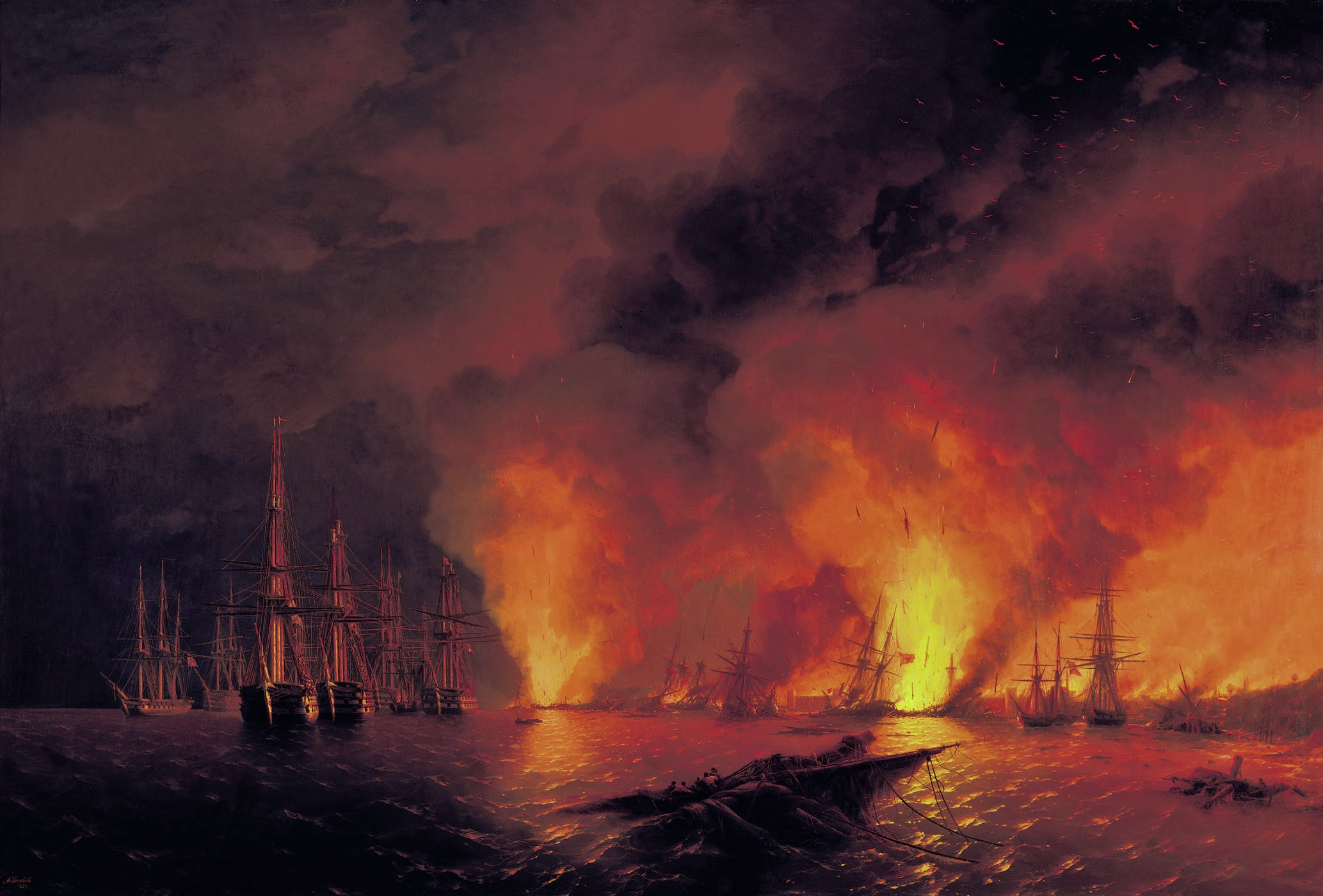
锡诺普海战，由艾瓦佐夫斯基绘画

1853年7月，俄羅斯出兵佔據鄂圖曼帝國的屬國多瑙河公國（由瓦拉幾亞和摩爾達維亞組成），同年10月，鄂圖曼帝國向俄羅斯宣戰。1854年3月底英国和法国與鄂圖曼帝國結盟，一同对俄罗斯宣战。1855年撒丁王国加入同盟。奧地利帝國雖一直沒有參戰，但亦陳兵在邊境，要脅俄羅斯奧地利會參战，迫使俄罗斯从多瑙河公國撤军。在鄂圖曼帝國同意下，奥軍進駐了多瑙河公國，直到戰爭結束。1855年9月，聯軍在克里米亞半島登陸並圍攻俄羅斯黑海艦隊基地塞瓦斯托波尔要塞。塞瓦斯托波尔被围攻近一年后，在法軍攻入馬拉科夫堡後，联军占领了這个重要的堡垒，此后俄军退出克里米亚半岛，並向聯軍投降。

### 战争时间表
- 1853年7月3日：俄軍攻佔多瑙河流域的鄂圖曼帝國属国多瑙河公國。
- 1853年10月16日：鄂圖曼帝國向俄罗斯宣战。
- 1854年3月27日和3月28日：英國和法國向俄羅斯宣战。
- 1854年4月20日：奥地利帝國和普鲁士王國签署防御联盟协议，这个协议在这场战争内有效。
- 1854年7月底至9月：奥地利軍隊佔領多瑙河公國。俄軍被迫撤出多瑙河公國。
- 1854年8月16日：俄罗斯在波罗的海奥兰的一个要塞被占领。
- 1854年8月18日至8月28日：英法联军圍攻堪察加彼得罗巴甫洛夫斯克；但沒有最終戰果、堪察加彼得罗巴甫洛夫斯克也沒有失陷。
- 1854年9月20日：阿尔马河战役，法英聯軍對俄軍取得勝利，迫使俄軍撤往塞瓦斯托波尔。
- 1854年10月17日：法英聯軍在克里米亚站穩腳跟并开始围攻塞瓦斯托波尔。
- 1854年12月2日：英国、法国和奥地利在维也纳签署反俄同盟。
- 1855年1月16日：撒丁王国加入战争。
- 1855年3月15日：奥地利出面調停，於維也納開會商討和議條約，然而最後失敗告終。
- 1855年5月22日：英法舰队进入亚速海，但没有获得任何成果。
- 1855年8月16日：喬爾納亞河戰役，法國領導的聯軍對俄軍取得勝利，俄軍突圍失敗。
- 1855年9月8日：法軍在馬拉科夫戰役勝利，英法联军在围攻349日后占领塞瓦斯托波尔。俄军战败。
- 1855年10月17日：法國海軍在金伯恩半島戰勝俄軍，這是戰場上第一次出現鐵甲船隻的海戰。
- 1856年3月30日：鄂圖曼土耳其帝国、俄罗斯、撒丁王国、法国、英国、奥地利和普鲁士签署巴黎條约，正式结束克里米亚战争。奧地利交還多瑙河公國的宗主權予鄂圖曼帝國。俄罗斯放弃所有占领地区，鄂圖曼土耳其帝国的领域被保证，黑海内不得驻军。

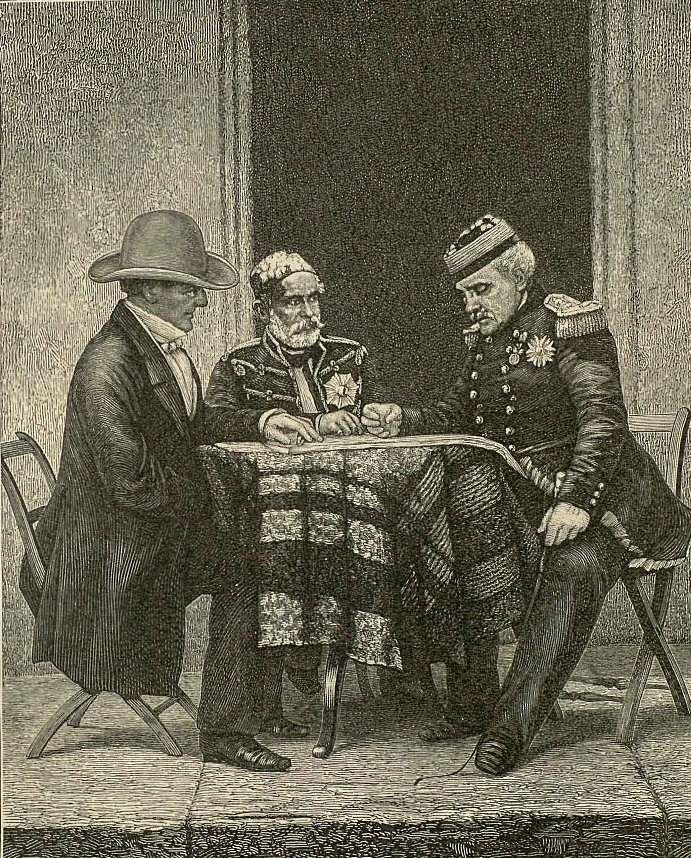
法国、英国和奥斯曼的指挥官在战场上开会。法国的佩利西耶元帅、英国的拉格倫子爵费兹罗伊·萨默塞和奥斯曼的奥马尔帕夏

### 遠東戰鬥
本次戰爭亦波及遠東。1854年及1855年，英法聯軍兩次攻打堪察加半島首府堪察加彼得羅巴甫洛夫斯克，是為彼得羅巴甫洛夫斯克圍城戰。英法聯軍先於秘魯卡亞俄集合，並調動駐上海、廈門、廣州及香港等地的駐華艦隊參戰。至1855年冬天，因過於寒冷而實質上結束戰鬥。

## 战争的后果
克里米亚战争的后果之一是奥地利、普鲁士和俄罗斯之间的神聖同盟终止。普鲁士在这场战争中持中立，战后普鲁士与俄罗斯的关系变好，与奥地利的关系变坏。英国与法国在战后也开始与俄罗斯修好，因此奥地利日趋孤立。到此为止奥地利在德意志邦联中仍处支配地位，但这个地位日益减弱，而普鲁士的地位则日益增高。由此欧洲各强国之间的势力均衡开始產生对奥地利不利的变化。奥地利勢力的削弱同时也造成萨丁王国不断增强，使萨丁王国在意大利统一运动中扮演了主要的角色。1861年，在法国的支持下薩丁尼亞成功地建立意大利王国。
戰敗後俄羅斯停止向歐洲擴張，轉向中亞和遠東發展。

## 戰爭的意義
克里米亞戰爭是世界史中「第一次現代化戰爭」，它從軍事上和從政治上改變了歐洲列強之間的地位和關係。在19世紀的歐洲歷史中，它與隨後的巴黎條約是繼1815年維也納會議後第二大重要外交事件。
克里米亞戰爭是蒸汽動力的鐵甲艦和開花炮彈用於海戰的首秀，也是歷史上第一次壕溝戰和靜止戰。電報、天氣預報、戰地醫院首次在戰爭中被使用，鐵路火車首次被用來運送補給和增援。
戰地記者首次參加並可以在同日將戰況報告給家鄉的報紙。塞瓦斯托波爾圍城戰中災難性的「輕騎兵的衝鋒」事件幾乎在當晚就因的報導而在英國本土導致了一場公關災難(雖然媒體誇大了傷亡)。英国政府为了安抚后方对战士死伤的不安情绪，派出摄影师罗杰·芬顿前往克里米亚拍攝戰爭。在這場戰爭中記者罗杰·芬顿還第一次使用了攝影技術來記載戰爭實況。這些照片被轉換成木刻版和出版在不太重要的《倫敦新聞畫報》。

## 其他方面的意义

### 野战医院条件改善
在这场战争總共约50多万人死亡，其中作為主力的法军傷亡最多。大多数士兵不是阵亡，而是因饥饿、营养不良、卫生条件差和野战医院蓋在化糞池上等因素而死。弗罗伦斯·南丁格尔起初並未改善野战医院的卫生条件，英軍士兵的病死機率在其管轄下反而達到高點，直到她在其他專家協助後改善了野战医院的卫生条件，才大大地提高了受伤战士的生存率。战后南丁格尔在伦敦创办了第一所护士学校。

### 香烟得到大范围生产
烟草被用来做香烟产生于近代，大量生产出现在克里米亚战爭。这次战争在某种程度上帮助了香烟的大量氾濫。而在一战和二战间，各國的軍方將香烟大量分发给官兵。

### 英国设立维多利亚勋章
克里米亚战争同时催生了在1856年设立维多利亚十字勋章，这是英国军队首次为英勇作战者设立的国际奖项。

### 俄国的农奴制与军事改革
通过克里米亚战争，俄国看到了农奴组成的军队与英国、法国自由民组成的军队之间的差异，俄国军队的训练与武器与英法也有很大差距，这促使俄国对农奴制与军事进行改革。
此戰爭對軍事更大的意義是促成了憲兵的設置：因戰況膠著，上至軍官、士官長，下至兵卒開始酗酒、抽菸甚至吸毒，導致菸酒商前至軍營兜售此些物品，直到高階軍官發現苗頭不對，乃自組巡邏哨兵、糾察隊，防止非相干人等進入兵營等地，成為了憲兵的濫觴。

### 阿拉斯加易手
於克里米亞戰敗投降後，俄国因其北美殖民地與英國殖民地加拿大接壤而擔心領地会遭到英国乘勝追擊抢走，因此迫切希望内战刚刚结束的美国能出价接手，一来經營俄屬北美的俄美公司長期錄得赤字虧損，二來俄屬北美離俄國中心區極遠，管理困難，可免遭白白损失，三来可让美国牵制英国在北美的势力，四來亦可短時間套現大量現金重建損失慘重的軍隊及慘遭戰爭蹂躪的國內經濟。美国最终以七百二十万美元的微薄代价获得了后来被认为史上最划算的不动产交易。

## 備註
1. 1 2  1854年起
2. ↑  1855年起
3. ↑  1854年前

### 引用
1. 1 2 3 4 5 6 7 8 9  Clodfelter 2017，第180頁.
2. ↑  Badem 2010，第180頁.
3. ↑  Mara Kozelsky, "The Crimean War, 1853–56." Kritika: Explorations in Russian and Eurasian History 13.4 (2012): 903–917 online （页面存档备份，存于）.
4. ↑  沈政男. . 想想論壇.   [2019-06-25]. （原始内容存档于2020-11-18） （中文（臺灣））.
5. ↑  Gough, Barry M. . Military Affairs. 1973, 37 (4): 130–136. ISSN 0026-3931. doi:10.2307/1983775.
6. ↑  Stephan, John J. . Modern Asian Studies. 1969, 3 (3): 257–277  [2025-01-11]. ISSN 0026-749X. （原始内容存档于2024-12-15）.

## 外部連結
- A small peace celebration: 29 May 1856
- Crimean War Research Society. （页面存档备份，存于）
- Immediate causes of the War detailed in context.
- Loading and Firing British Muskets in the Crimean War 1854–1856 （页面存档备份，存于）
- Punch Sketches on Crimean War
- The Army Service of Hastings McAllister （页面存档备份，存于）
- Anne S. K. Brown Military Collection, Brown University Library（页面存档备份，存于） Prints, drawings, and watercolours
- Commander W. Gordon, R.N. (H.M.S Sansapareil). Balaclava and the Sevastopol Inquiry, 1855 （页面存档备份，存于）
- The Baltic Campaign of the Crimean War
- The Charge of the Light Brigade (1968 Movie) （页面存档备份，存于）
- The Tunisian Army in the Crimean War: A Military Mystery （页面存档备份，存于） by Dr. Andrew McGregor
- The Crimean War （页面存档备份，存于）
- Crimean War Photographs by Roger Fenton, 1855 （页面存档备份，存于）